# День предков в Гаити

Флаг Республики Гаити

Ежегодно в Республике Гаити 2 января отмечают День предков (Jour des Aieux). Этот день посвящён памяти всех тех, кто погиб при борьбе за независимость страны. Празднование сопровождается фестивалями, а порой и военными парадами. Также в этот день со времен правление президента Франсуа Дювалье было принято обращение главы государства к народу через теле и радио сеть.

## История
Государство Гаити на сегодняшний день считается одним из самых бедных государств в Северной Америке. История страны пропитана кровью, как и летописи многих других стран. Репрессии и борьба, бунты и восстания составляют немалую её часть. Лишь в 1804 году Гаити была провозглашена независимой, что далось нелегко. Но даже после долгожданного события кровопролития не прекратились. Весь XIX век был окрашен в красный цвет — власть переходила из рук в руки, государство делили на части — к слову, именно в XIX веке от Гаити отсоединился Сан-Доминго, известный ныне как Доминиканская Республика. XX век привнёс лишь инфляцию и нищету, а XXI — мощное по своей силе землетрясение и эпидемию холеры.
За многие годы было потеряно множество жизней. На сегодняшний день Республика Гаити восстанавливается после вышеописанных событий и не забывает о своих героях. Именно поэтому 2 января все жители страны отмечают День предков — всех тех, кто погиб ради светлого будущего.